# Зорица Марковић
Зорица Марковић (Тубићи, 9. јун 1959) српска је певачица, предузетница и телевизијска личност. Каријеру започиње 1970-их, да би током следеће деценије постала један од најистакнутијих извођача фолк музике, са преко пет милиона продатих плоча. Године 1988. се појављује у филму Тесна кожа 3 (1988), у којем пева своје песме Лијте кише и Састави нас, Боже.

## Биографија
Зорица је у младости тренирала рукомет, а каже да су јој, иако пева фолк песме, омиљене групе Пинк Флојд и Корн. Има двојицу синова, Дејана и Илију.
Власница је београдског ресторана Лепеза. Учествовала је у ријалитијима Велики Брат, Фарма, Парови и Задруга, а у четвртој сезони Фарме је дисквалификована због физичког напада на Станију Добројевић.

## Дискографија
Синглови
- Кога волим њему се предајем / Зар сам крива што сам лепа жена (1979)
- Не постоје више ограде ни међе / Желим да те имам увек поред себе (1980)
- Хеј чобане враголане / Ти си ватра ти си пламен (1981)

Албуми
- Ако грешим сама ћу да платим (1982)
- Рођен да ме воли (1983)
- Ниси мој али ја сам твоја (1984)
- Тражим те, зумбули цвату (1985)
- Нема више ја и ти (1986)
- Отрове мој (1986)
- Лијте кише (1988)
- Свуда са тобом (1989)
- Љубила сам варалицу (1990)
- Отров и шлаг (1991)
- Кад ме живот заболи (1992)
- Живим живот теби из ината (1994)
- Иду дани (1995)
- Загрли ме песмо (1996)
- Наша ствар (1997)
- Поздрави га ти (1998)
- Време је (1999)
- Италија (2000)
- Мисли газда (2001)
- Парижани (2002)
- Печалба је туга преголема (2003)
- Живела слобода (2004)
- Жена каваљер (2006)

## Фестивали
- 1984. МЕСАМ — Јој, брко Радоје
- 1985. Хит парада — Тражим те, зумбули цвату
- 1986. Хит парада — Отрове мој
- 1986. МЕСАМ — Еј, босанска тврда главо
- 1987. Илиџа - Да тебе нема
- 1987. Вогошћа, Сарајево — Чувај се, чувај
- 1988. Вогошћа, Сарајево — Хеј мој драги, довече ми дођи
- 1993. Посело 202 - Тебе нема
- 1993. МЕСАМ — Мирно спавај нано, победничка песма
- 1995. Моравски бисери — Српкиња (дует са Срећком Ћосићем)
- 1995. Посело 202 - Мирно спавај нано
- 1996. Моравски бисери — Хтео си много више
- 1996. МЕСАМ — Пева ми се, игра ми се
- 2010. Гранд фестивал — Сине Илија
- 2012. Гранд фестивал — Немаш нерава (дует са Наташом Матић)

## Филмографија

### Телевизија
| Год.       | Назив                | Улога                 |
| ---------- | -------------------- | --------------------- |
| 2012−2018. | Добро јутро, комшија | Радица Трешњић Вишњић |

Филмови
- Тесна кожа 3 (1988)

Ријалити програми
- Велики Брат ВИП (2008)
- Фарма 4 (2013)
- Фарма 5  (2014)
- Фарма 6 (2015)
- Фарма 7 (2016)
- Задруга 1 (2017/18)
- Задруга 2 (2018/19)
- Задруга 3 (2019/20)
- Задруга 6 (2022/23)